# 北緯83度線
北緯83度線（ほくい83どせん）は、地球の赤道面より北に83度の角度を成す緯線。北極内部にあり、大部分が北極海を、一部が北アメリカを通過する。
この緯度の下では、4月6日頃から9月7日頃までの約5ヶ月間は白夜になり、10月13日頃から3月1日 (または2月29日)頃までの約4ヶ月半の間は極夜になる。
北緯84度より北側は北極海に当たるため、陸地を通過する緯度が整数度の緯線としては地球上で最北になる。

## 通過する地域一覧
北緯83度線は、本初子午線から東に向かって以下の場所を通っている。
| 地理座標                                             | 国土・領土・領海 | 備考                                                                             |
| ---------------------------------------------------- | ---------------- | -------------------------------------------------------------------------------- |
| 北緯83度0分 東経0度0分 / 北緯83.000度 東経0.000度    | 北極海           |                                                                                  |
| 北緯83度0分 西経77度25分 / 北緯83.000度 西経77.417度 | カナダ           | ヌナブト準州 - エルズミーア島                                                    |
| 北緯83度0分 西経68度18分 / 北緯83.000度 西経68.300度 | リンカーン海     |                                                                                  |
| 北緯83度0分 西経46度45分 / 北緯83.000度 西経46.750度 | グリーンランド   | スベルドラップ諸島 グリーンランド本土 Borup諸島 MacMillan諸島 グリーンランド本土 |
| 北緯83度0分 西経24度45分 / 北緯83.000度 西経24.750度 | 北極海           |                                                                                  |